# NSB El 15
De El 15 was een elektrische locomotief voor het goederenvervoer van de Norges Statsbaner (NSB).

## Geschiedenis
De locomotief werd ontwikkeld en gebouwd door Thunes mekaniske verksted in Oslo. De elektrische installatie werd door Allmänna Svenska Elektriska Aktiebolaget (ASEA) gebouwd. Deze locomotief heeft net als de serie El 14 twee drie-assige draaistellen. Deze locomotieven waren door de Norges Statsbaner (NSB) uitsluitend in dienst voor het ertsvervoer tussen Kiruna en Narvik. Bij de splitsing van bedrijfsonderdelen in 1995 werden deze locomotieven verkocht aan Malmtrafik i Kiruna AB (MTAB).
Door problemen met onderhoud werden de locomotieven in 2004 verkocht aan Hector Rail en zijn in gebruik als serie 161. Deze locomotieven doen tegenwoordig uitsluitend dienst in het goederenvervoer.

## Constructie en techniek
De locomotief heeft een stalen frame. Bij de draaistellen drijft een elektromotor een as aan.

### Nummers
Deze locomotieven werden door de Norges Statsbaner (NSB) als volgt genummerd:
| Lijst van de El. 15 |                         |               |                                |             |
| Nummer              | Eigenaar                | Fabrikanten   | Nummer Malmtrafikk (MTAB/MTAS) | Opmerkingen |
| 2191                | Norges Statsbaner (NSB) | Thune en ASEA | 91                             |             |
| 2192                | Norges Statsbaner (NSB) | Thune en ASEA | 92                             |             |
| 2193                | Norges Statsbaner (NSB) | Thune en ASEA | 93                             |             |
| 2194                | Norges Statsbaner (NSB) | Thune en ASEA | 94                             |             |
| 2195                | Norges Statsbaner (NSB) | Thune en ASEA | 95                             |             |
| 2196                | Norges Statsbaner (NSB) | Thune en ASEA | 96                             |             |

## Treindiensten
De locomotieven werden door NSB en later door Malmtrafik i Kiruna AB (MTAB) ingezet voor de ertstreinen tussen Kiruna en Narvik.
- Ertsspoorlijn